# آلیا بعضی‌اوقات احساساتش را به روسی پنهان می‌کند
آلیا بعضی‌اوقات احساساتش را به روسی پنهان می‌کند (به انگلیسی: Alya Sometimes Hides Her Feelings in Russian) مجموعه لایت ناول ژاپنی نوشته SunSunSun و تصویرگری Momoco است که برای اولین بار به صورت دو داستان کوتاه در وب‌سایت شوستسوکا نی نارو در تاریخ ۶ و ۲۷ مه ۲۰۲۰ منتشر شد. داستان دربارهٔ یک دختر جوان روسی-ژاپنی زیبا و با استعداد است که به دبیرستان جدید انتقال می‌یابد و درگیر مسائل مدرسه جدید خود می‌شود. مجموعه تلویزیونی انیمه اقتباس شده از این اثر ساخته استودیو دوجا کوبو از ژوئیه تا سپتامبر ۲۰۲۴ پخش شد و فصل دوم آن در دست ساخت است.

## داستان
آلیسا میخایلوونا کوجو، ملقب به آلیا، دختر دبیرستانی با موهای نقره‌ای است که بخاطر زیبایی زیادی که دارد توجه همه را جلب می‌کند اما رفتار سرد او باعث می‌شود اطرافیانش احساس ناراحتی کنند. ماساچیکا کوزه، که در کنار آلیا نشسته می‌نشیند، دانش آموزی بی‌انگیزه است که فقط شب‌ها تا دیروقت بیدار می‌ماند و در مدرسه خواب آلود است. آلیا اغلب از ماساچیکا شکایت می‌کند اما مخفیانه عاشق او می‌شود و گهگاه به زبان روسی سخنان عشوه آمیز به او می‌گوید. با این حال، ماساچیکا زبان روسی را هم می‌فهمد و او نیز علاقه پنهانی به آلیا دارد ولی اظهارنظرهای عشوه‌آمیز آلیا نسبت به او دائماً او را گیج می‌کند.